# 名詞
名詞（英語：noun）是指代人、物、事、時、地、情感、概念、方位等實體或抽象事物名称的词，属于詞類中实词的一种。名詞如同所有实词共有的特点，可以独立成句；且在短語或句子中，名词可用代詞來替代。

## 语法特徵
现代汉语名词的语法特征：
- 一般能受數詞與量詞的修飾。

例：一個人
- 一般不受副詞修飾（前面也用｢不｣修飾）。

例：很智慧，不智慧
- 一般可以與介詞組成介賓結搆（介賓短語不能作主語）。

例：在房間，在教室
- 句子中通常當作主語和賓語，也可作定語和状语。

例：它喝水，红苹果，昨天到
- 单数、no同形。

## 分类方法
名词在不同的語言中可以分為“專有名詞”、“普通名詞”和“集合名詞”等等。另一种分类方法是把名词分為“具體名詞”和“抽象名詞”。前者指有實體的確定事物（如貓、床、金字塔等）；後者指情感、意見、概念等抽象的事物（如自由、正義等）。兩者之間的區別並不是非常明顯，互相滲透的情況很多。
在印欧语中，名詞有會因為指稱物體的數量、類別或相對於動作的用途等而附加不同的屈折變化。名词最主要的屈折变化是格、數和性，此外还有较为少见的指小屈折。名词在句子中发生屈折变化时，有時與名詞在意义上相关联的動詞或形容詞等，也會有相對應的屈折變化，这种情况称为语法一致；而在用代詞指稱名詞時，也往往會因為所指稱的名詞的格、數與性等不同，而使用不同的代詞來指稱。在一些名词有屈折变化的语言中，在名词之前或之后还有冠词。
在句中，名詞一般以主語或賓語的形式出現，也常常作定语直接修饰另一名词，或是作同位语或呼语。在某些语言中，名词还可以作表语和状语。

### 专有名词
人名、地名等，以及除此之外的特指某一事物的名词。语法上的一些固定搭配如谦词敬词。
例：“台灣”、“维基百科”、“殿下”、“令堂”等

### 现代汉语名詞的分類
- 表示人物，例：作家，教师
- 表示事物，例：树木，月饼
- 表示时间，例：黑夜，春节
- 表示处所，例：学校，城市
- 表示方位，例：上，东
- 抽象名詞，例：事業，道德
- 概念名词，例：数学，物理，力，能量，群论，环

## 各种语言中的名词
德语中的全部名词和名词化的其他词类都要大写首字母，这在现在全世界的主要语言中是一个有趣的特例。英語等很多使用拉丁字母、西里尔字母等分大小写的拼音文字体系的語言仅用大寫標記專有名詞，如人名、地名、商標名等等。汉语沒有屈折變化，也沒有冠詞，所以普通名詞和專有名詞出現在書面中時，若不附加专名号等標記，就沒有任何形式上的分別。
另外，英語等語言中也有表達群體的“集合名詞”或不可數的“物質名詞”等，汉语裏則沒有這個區別。汉语要表達名詞數量，是通過附加量詞的方法。汉语也有一般情況下“不可數”的詞，如「正義」。但這通常是語義上的，而非語法上的限制，如有時也會出現「兩種正義」這類的詞句。